# Manuel Vilariño
Manuel Vilariño es un artista y poeta nacido en La Coruña el 22 de mayo de 1952. Premio Nacional de Fotografía, otorgado por el Ministerio de Cultura de España en 2007.

## Trayectoria profesional
La espiritualidad de India y Etiopía determinan rasgos esenciales de su obra.
Simultáneamente a sus still-life o naturalezas muertas, ha realizado retratos y paisajes.
Su obra figura en el Fine Arts Museum de Houston, Museo Extremeño e Iberoamericano de Arte Contemporáneo, ARTIUM Vitoria y Colección Coca-Cola.
En 2007 su obra representa a España en la 52.ª Bienal de Venecia.